# Alexandre Coeff
Alexandre Serge Coeff (Brest, 20 februari 1992) is een Frans voetballer die doorgaans speelt als centrale verdediger. In januari 2025 verruilde hij Kerala Blasters voor Valenciennes.

## Clubcarrière
Coeff begon zijn carrière, na zijn opleiding bij diverse clubs, namelijk Cavale Blanche Brest, Guilers Brest, Stade Brest en Plouzane Athletic, bij Lens. Daar tekende hij in 2008 als zestienjarige een driejarig contract. Hij raakte echter lang geblesseerd aan de kruisband in zijn knie, maar na de revalidatie kwam de verdediger sterk terug. Coeff speelde eerst twee jaar met de reserves in de Championnat National 2, de vierde competitie in Frankrijk. Op 29 mei 2011 debuteerde de defensieve kracht voor de hoofdmacht van Lens, toen hij op bezoek bij AS Nancy (4-0 nederlaag) in mocht vallen. In de zomer van 2013 verkaste hij naar het Italiaanse Udinese, dat hem direct besloot te verhuren aan satellietclub Granada. Hierna werd hij achtereenvolgens gestald bij Mallorca, Mouscron Péruwelz en Gazélec Ajaccio.
Coeff keerde in de zomer van 2016 terug bij Stade Brest, waar hij in de jeugd gespeeld had. De Franse club huurde hem voor de duur van twee seizoenen. Na deze twee seizoenen liep zijn verbintenis bij Udinese af en verliet hij die club. Hierop tekende Coeff voor twee seizoenen bij AE Larissa. Na een halfjaar verliet hij de Griekse club. Hierop ging hij spelen voor Gazélec Ajaccio, waar hij in het seizoen 2015/16 ook al actief was. Een half seizoen later nam AC Ajaccio de rechtsback transfervrij over. In de winterstop van het seizoen 2022/23 nam Brescia hem transfervrij over. Na slechts één wedstrijd besloot hij zijn contract hier weer in te leveren. In de zomer van 2023 tekende Coeff voor een jaar bij SM Caen. De Fransman ging in juli 2024 voor het Indiase Kerala Blasters spelen. Een half seizoen later keerde hij bij Valenciennes terug in Frankrijk.